# Blue Ridge (Virginie)
Pour les articles homonymes, voir Blue Ridge.
Blue Ridge est une census-designated place située dans le comté de Botetourt, dans l’État de Virginie, aux États-Unis. Lors du recensement de 2020, elle comptait 3 185 habitants.